# Feline Neonatale Isoerythrolyse

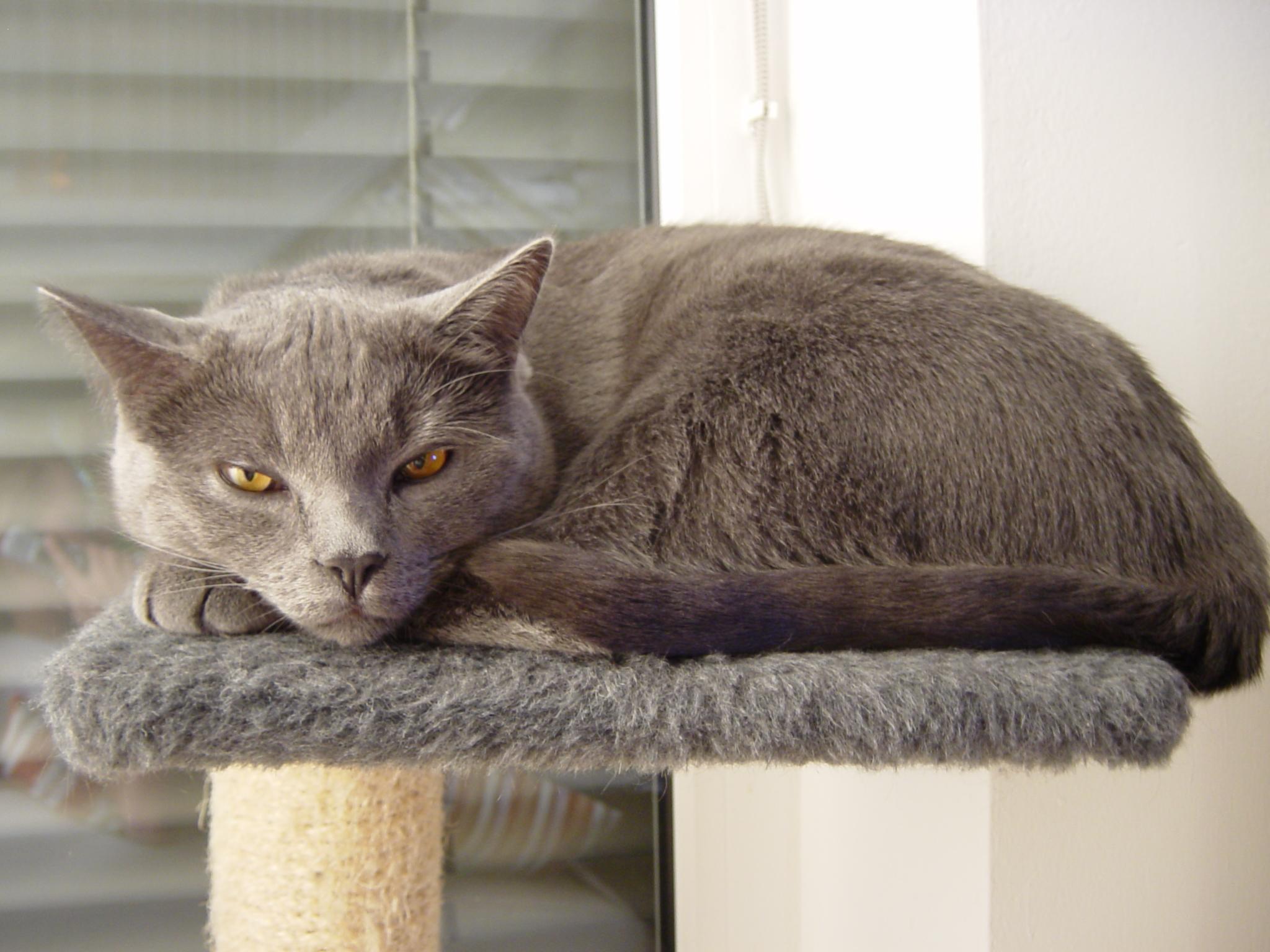
Welpen der Katzenrasse Chartreux sind mit Devon Rex und Britisch-Kurzhaar-Welpen am ehesten von FNI bedroht.

Als Feline Neonatale Isoerythrolyse (abgekürzt FNI, im englischen Sprachraum auch fading kitten syndrome) bezeichnet man in der Veterinärmedizin die Auflösung der roten Blutkörperchen bei Katzenwelpen nach der Geburt und Einnahme von Erstmilch.
Ursache ist eine Blutgruppeninkompatibilität zwischen der Mutterkatze und ihren Welpen ab dem Geburtszeitpunkt. Diese kann entstehen, wenn bei der vorhergehenden Verpaarung der Kater die Blutgruppe A und die Katze die Blutgruppe B aufweisen. Welpen aus dieser Verpaarung nehmen nach der Geburt mit der Erstmilch Antikörper der Mutter gegen rote Blutkörperchen der Blutgruppe A auf. Bei Welpen mit der Blutgruppe A führt dies zu Blutarmut und dem Ausscheiden des roten Blutfarbstoffs (Hämoglobin) über den Urin (Hämoglobinurie). Aufgrund der Schwere der Krankheitssymptome ist der Verlauf einer akuten FNI für die Welpen oft tödlich.
Die Feline Neonatale Isoerythrolyse tritt bei Katzenrassen entsprechend der Verteilung der Blutgruppen A, B und C in unterschiedlicher Häufigkeit auf. Die höchste Prädisposition für FNI mit circa 44 % weist die Katzenrasse Chartreux (Kartäuser) auf. Bei anderen Katzenrassen wie beispielsweise den Siamkatzen tritt diese Krankheit aufgrund des Vorhandenseins nur einer Blutgruppe (nur A) nicht auf. In der Rassekatzenzucht kann, bei betroffenen Katzenrassen, FNI prinzipiell durch die Kenntnis der Blutgruppen der Zuchttiere und deren Beachtung bei der Verpaarung von Katze und Kater vermieden werden.

## Blutgruppenverteilung bei Katzen
Katzen haben eine von drei verschiedenen Blutgruppen, die seit 1981 nach einem AB-Blutgruppensystem bezeichnet werden. In diesem felinen Blutgruppensystem, das nicht mit dem humanen AB0-Blutgruppensystem verwandt ist, werden die drei Blutgruppen als A, B und C bezeichnet. Die Blutgruppen A und B werden an einem Ort im Genom (Genlocus) über jeweils blutgruppenspezifische Allele ausgebildet. Die Blutgruppe C wird in der älteren Literatur AB genannt, es handelt sich aber nicht um eine einfache Kombination von A und B. Sie tritt sehr selten auf und wurde bisher nur bei solchen Katzenrassen gefunden, bei denen auch Blutgruppe B vorkommt. Die Blutgruppen unterscheiden sich durch den Gehalt an Neuraminsäuren auf der Oberfläche der roten Blutkörperchen. Bei der Blutgruppe A ist es N-Glycolyl-Neuraminsäure, bei B N-Acetyl-Neuraminsäure, bei C sind es beide.
Wie alle höheren Tiere sind Katzen diploid, jeder Genlocus ist also zweimal vorhanden. Die Vererbung der Blutgruppe erfolgt gemäß den Mendelschen Regeln. Die Merkmalsausprägung des Gens für die Blutgruppe A ist dominant zu denen der Blutgruppen B und C, Blutgruppe C wiederum dominant zu Blutgruppe B. Die Blutgruppe B ist also rezessiv.
Dementsprechend können bei Katern und Kätzinnen die Blutgruppen A und C reinerbig oder mischerbig vorkommen, die Blutgruppe B ist immer reinerbig. Ist eine Katze reinerbig für die Blutgruppe A (beide Genloci enthalten das Gen für die Blutgruppe A), so wird dies in der Genetik als Genotyp mit der Abkürzung AA bezeichnet. Ist eine Mischerbigkeit bei der Blutgruppe A (A) vorhanden und hat die Katze zusätzlich ein Gen für Blutgruppe B (b), so lautet die genetische Bezeichnung Ab. Diese mischerbige Katze hat also die Blutgruppe A, weil das entsprechende Gen dominant ist, trägt aber gleichzeitig ein rezessives Gen für die Blutgruppe B in ihrem genetischen Material. Der Genotyp Ab mit dem genetischen Material der Blutgruppen A und B darf dabei nicht mit der dritten Blutgruppe C verwechselt werden.
Die Verteilung und Kombination der einzelnen Blutgruppen sind katzenrassenbedingt und abhängig von der geografischen Herkunft der Tiere. Die europäische Hauskatze (Europäisch Kurzhaar, EKH) weist nach entsprechenden Untersuchungen von Haarer und Grünbaum einen Anteil von 94,1 % der Blutgruppe A und 5,9 % der Blutgruppe B auf. Der Anteil der Hauskatzen mit der Blutgruppe C lag unter 1,0 %. Dieses prozentuale Verhältnis der Blutgruppen A zu B mit deutlichem zahlenmäßigen Übergewicht der Blutgruppe A konnte auch in weiteren Untersuchungen bestätigt werden. Ebenso zeigen verschiedene Untersuchungen eine geografisch unabhängige und sehr niedrige Prozentrate der C-Katzen am Gesamtanteil der jeweiligen untersuchten Katzenpopulation.
Bei den Katzenrassen lassen sich die einzelnen Zuchtrassen in zwei Gruppen unterteilen. Eine Gruppe, in der beispielsweise alle „orientalischen“ Katzenrassen wie Siamkatzen, Orientalisch Kurzhaar, Balinesen und auch Türkisch Angora vertreten sind, weist die Blutgruppe A als einzige Blutgruppe auf. Die zweite Gruppe, zu der Perserkatzen, Britisch Kurzhaar, Abessinierkatzen und zahlreiche weitere Kurzhaarrassen zählen, weist zusätzlich die Blutgruppen B und C in unterschiedlicher prozentualer Verteilung auf.

## Entstehung von FNI
Die genetische Grundlage für die Erkrankung von Welpen an FNI entsteht bei der Verpaarung einer Katze mit Blutgruppe B (Genotyp bb) mit einem Kater der Blutgruppe A. Wenn der Kater reinerbig für die Blutgruppe A ist (AA), haben alle Nachkommen die Blutgruppe A (Genotyp Ab). Bei der Verpaarung eines mischerbigen Katers Ab mit der für B reinerbigen Kätzin bb, Ab  × bb, entstehen im Durchschnitt 50 % Nachkommen mit Blutgruppe A. Die andere Hälfte weist gemäß den Regeln der Mendelschen Vererbung die Blutgruppe B (Genotyp bb) auf und kann problemlos die Erstmilch der Mutter aufnehmen. Nur Welpen mit der Blutgruppe A sind FNI-gefährdet.
Problematisch ist die Konstellation von Muttertier mit Blutgruppe B und neugeborenen Welpen mit Blutgruppe A oder C aufgrund der beim Muttertier vorhandenen Isoantikörper (auch Alloantikörper genannt). Dies sind im Blut zirkulierende Antikörper, die nicht aus einer Immunreaktion hervorgegangen sind. Seit den Untersuchungen von Holmes im Jahr 1950 weiß man, dass Katzen solche Antikörper besitzen, die gegen jenes Blutgruppenantigen wirken, welches die Katze nicht besitzt. Ein Muttertier mit Blutgruppe B hat somit Antikörper gegen das Blutgruppe A-Antigen (Anti-A-Isoantikörper), welche bei den Welpen (mit Blutgruppe A oder C) nach Aufnahme durch die Erstmilch schwere Schädigungen der Erythrozyten bewirken. Untersuchungen von Haarer in Deutschland zeigten, dass 92,7 % der Katzen mit Blutgruppe B Anti-A-Isoantikörper aufwiesen, während 46,9 % der Katzen mit Blutgruppe A Anti-B-Isoantikörper aufwiesen. Nach Giger et al. sind allerdings ausschließlich die starken Anti-A-Isoantikörper von Kätzinnen mit Blutgruppe B für den Ausbruch von FNI verantwortlich.

## Verlauf und Symptome
Während der Tragezeit besteht für die Föten der Blutgruppen A und C keinerlei Gefahr. Dies hängt mit der geringen Durchlässigkeit der bei Katzen vorkommenden Placenta endotheliochorialis zusammen, die im pränatalen Stadium nur einen sehr geringen und in der Menge ungefährlichen Antikörperübertritt von 5–10 % zulässt. Gleiches gilt für die neugeborenen Welpen bis zum Zeitpunkt der ersten Aufnahme von Kolostrum der Mutter, also dem Zeitpunkt, an dem die Welpen durch das Säugen Muttermilch aufnehmen. Mit der Aufnahme von Anti-A-Isoantikörpern der Mutter über das Kolostrum kommt es zu einer zeitnahen Immunreaktion der Welpen. Wie stark diese ausfällt, hängt von der Höhe des Isoantikörpertiters der Mutter und der Menge der von den Welpen aufgenommenen Muttermilch ab. Die Aufnahme der Isoantikörper erfolgt bei den Welpen über die Darmwand und ist nur innerhalb der ersten 16 Lebensstunden möglich.
Man unterscheidet bei der Felinen Neonatalen Isoerythrolyse einen perakuten, akuten und subklinischen Verlauf. Beim perakuten Verlauf kommt es in den ersten beiden Lebenstagen zu einer akuten hämolytischen Blutarmut. Die Welpen sterben sehr schnell, meist am ersten Tag. Bei der akuten Variante der FNI weisen die Welpen Schwäche, Gewichtsverlust und allgemeine Entwicklungsstörungen auf. Aufgrund der Zersetzung der Erythrozyten treten schwerwiegende Erkrankungen wie Blutarmut oder Gelbsucht sowie weitere Begleiterkrankungen auf. Infolge der Zersetzung der roten Blutkörperchen kommt es zur Hämoglobinämie, dem Vorkommen von freiem Hämoglobin im Blut, und später zur Hämoglobinurie, dem Ausscheiden von Hämoglobin über den Urin. Eine Gelbsuchterkrankung der Welpen wird oft begleitet von Bilirubinämie (Vorkommen von freiem Bilirubin im Blutserum) und Bilirubinurie (Ausscheidung von Bilirubin über den Urin). Bei dem selteneren subklinischen Verlauf der FNI kann es in der zweiten Lebenswoche zu Nekrosen der Schwanzspitzen aufgrund Verklumpung der roten Blutkörperchen und Blutleere kommen. Silvestre-Ferreira und Pastor berichten zudem von FNI-Fällen, die symptomlos nach wenigen Stunden zum Tod führten, und nennen dunkelrotbraun gefärbten Urin als Schlüsselsymptom der FNI-Erkrankung.

## Behandlung und Vermeidung
Kommt es aufgrund der Aufnahme von Erstmilch durch gefährdete Welpen mit Blutgruppe A oder C zu einem Ausbruch von FNI, ist die Schwere der Symptome abhängig von der Höhe des Isoantikörpertiters der Mutter und der Menge der von den Welpen aufgenommenen Muttermilch. Sobald sich erste konkrete Verdachtsmomente für FNI zeigen, müssen die betroffenen Welpen sofort an der weiteren Aufnahme der Erstmilch gehindert werden, um die Isoantikörpermenge im Organismus der Welpen möglichst niedrig zu halten. Treten bei den Welpen erste Symptome der Blutarmut auf, kann eine Transfusion mit Anti-A-Isoantikörperfreiem Erythrozytenkonzentrat zur Behandlung vorgenommen werden. Diese muss aufgrund der geringen Lebensdauer der roten Blutkörperchen gegebenenfalls mehrfach wiederholt werden. Aufgrund der schnellen Krankheitsentwicklung und der Folgeerkrankungen ist eine weitere Behandlung von FNI-erkrankten Welpen allerdings eher selten möglich.
Der Vermeidung von FNI kommt daher ein wesentlich höherer Stellenwert zu. Generell kann in der Rassekatzenzucht bei entsprechend gefährdeten Katzenrassen eine Verpaarung von Kater (Blutgruppe A) mit einer Katze (Blutgruppe B) vermieden werden. Dies erfordert eine vorherige Blutgruppenbestimmung. Dazu stehen mittlerweile eine Reihe verschiedener kommerzieller Bluttestverfahren zur Verfügung, so beispielsweise ein Blutgruppentest basierend auf der Interaktion gefriergetrockneter Antisera mit dem partikulären Antigen (RapidVet-H Feline aus Italien). Nachdem eine Forschungsgruppe an der University of California, Davis, das Gen für die Blutgruppe B identifizieren konnte, stehen zusätzlich für fast alle der in Frage kommenden Katzenrassen auch molekularbiologische Testmethoden zur Verfügung. Zur Probenentnahme ist keine Blutentnahme mehr nötig, das zur Testung benötigte DNA-Material der Katze wird über einen Mundhöhlenabstrich gewonnen.
Eine weitere Möglichkeit ist die Blutgruppenbestimmung bei den Feten beziehungsweise bei den neugeborenen Welpen über Nabelschnurblut. Ersteres ist zwar medizinisch möglich, wird aber in der Praxis nicht oft angewendet. Praktikabler ist der Test mit Hilfe des Nabelschnurblutes bei neugeborenen Welpen. Hierüber können die Welpen ermittelt werden, welche die Blutgruppen A und C aufweisen. Diese müssen für mindestens 16 Stunden vom Muttertier separiert und mit Ersatzmilch oder der Erstmilch einer Blutgruppe-A-Katze gesäugt werden. Nach Ablauf dieser Frist ist eine Aufnahme der Anti-A-Isoantikörper durch die Darmwand der Welpen nicht mehr möglich, und auch diese Welpen können nun problemlos vom Muttertier gesäugt werden.

## Neonatale Isoerythrolyse bei anderen Spezies
Die Problematik der Neonatalen Isoerythrolyse (NI) aufgrund der Unverträglichkeit unterschiedlicher Blutgruppen kommt nicht nur bei Katzen vor. Beim Menschen entsteht ein ähnliches Krankheitsbild aufgrund des anderen Plazentatyps meist schon im Mutterleib und wird als Morbus haemolyticus neonatorum bezeichnet. Ursache ist hier zumeist eine Rhesus-Inkompatibilität.
Auch bei Pferden und Rindern kann es zu einer NI kommen. Bei den Pferderassen sind vor allem Vollblutrassen und American Standardbred (Amerikanische Traber) betroffen, wo circa 18 % der Stuten dieser Rassen eine genetische Empfänglichkeit aufweisen. Bei Hunden kommt es normalerweise nicht zu einer Neonatalen Isoerythrolyse, allerdings gibt es dokumentierte Fälle als Folge von Transfusionsreaktionen.